# Cloître des Saints Marcellino et Festo

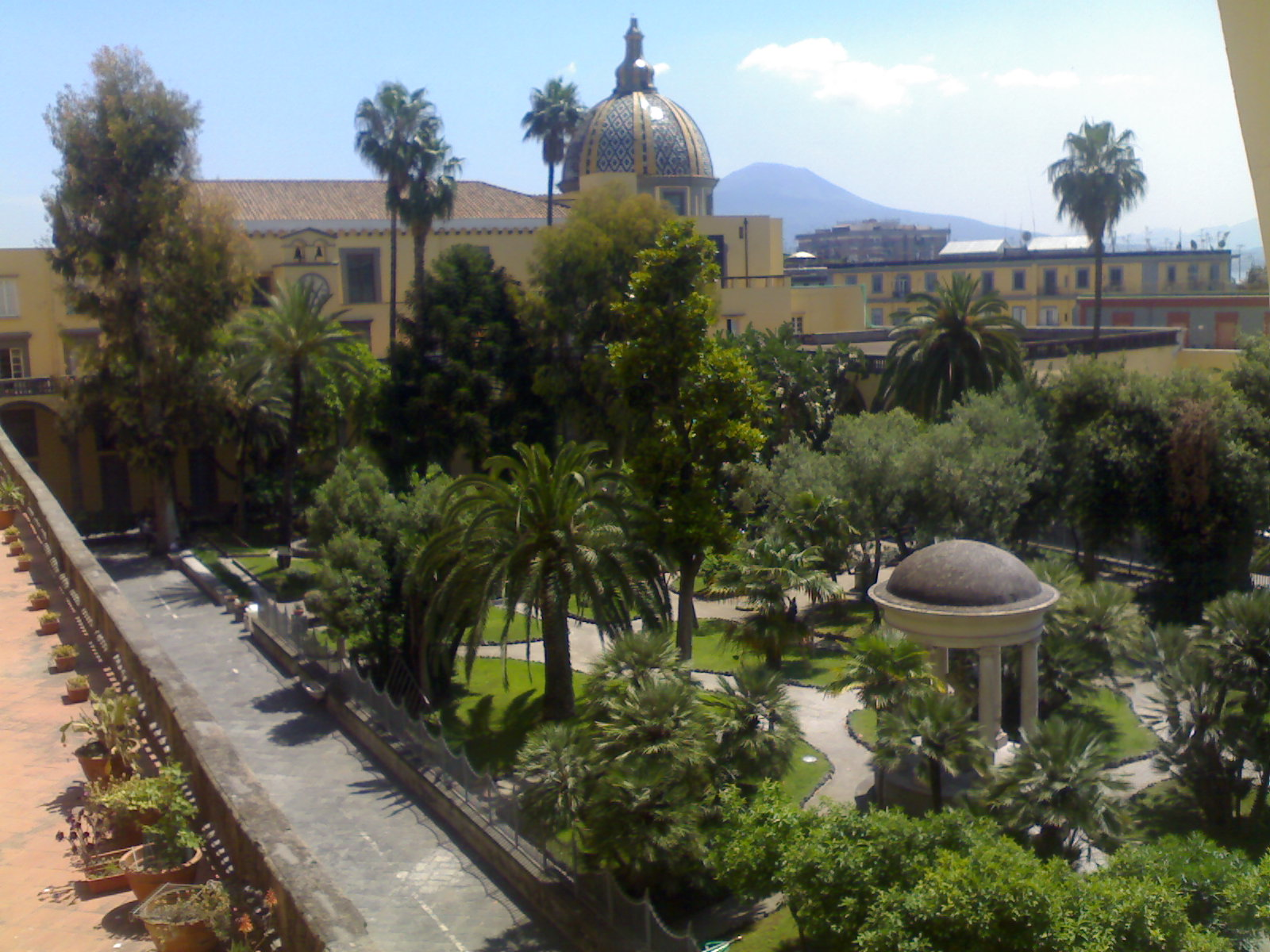
Les jardins du cloître vus d'en haut

Le Cloître des Saints Marcellino et Festo (en italien : Chiostro dei Santi Marcellino e Festo) est un cloître monumental qui fait partie du complexe religieux du même nom à Naples en Italie.
Les salles intérieures sont réparties entre le siège du Département de sciences politiques de l'Université Frédéric II et celui du Musée de paléontologie de Naples.

## Histoire et description
L'histoire du complexe monastique remonte au haut Moyen Âge : en effet, dans un document daté du 1er mars 763, l'abbesse du monastère primitif des Saints Marcellino et Pietro céda au duc de Naples Étienne II une maison avec un potager près de l'église du monastère. Au bout de quatre ans, Étienne II est élu évêque et fonde une autre maison religieuse, dédiée à San Festo, jouxtant le monastère de San Marcellino. Le monastère des Saints Marcellino et Pietro a fait l'objet de quelques interventions, comme le remaniement qui a eu lieu au IXe siècle et le transfert d'un tableau de l'archevêque de Naples qui a probablement été donné par l'empereur byzantin Basile II.

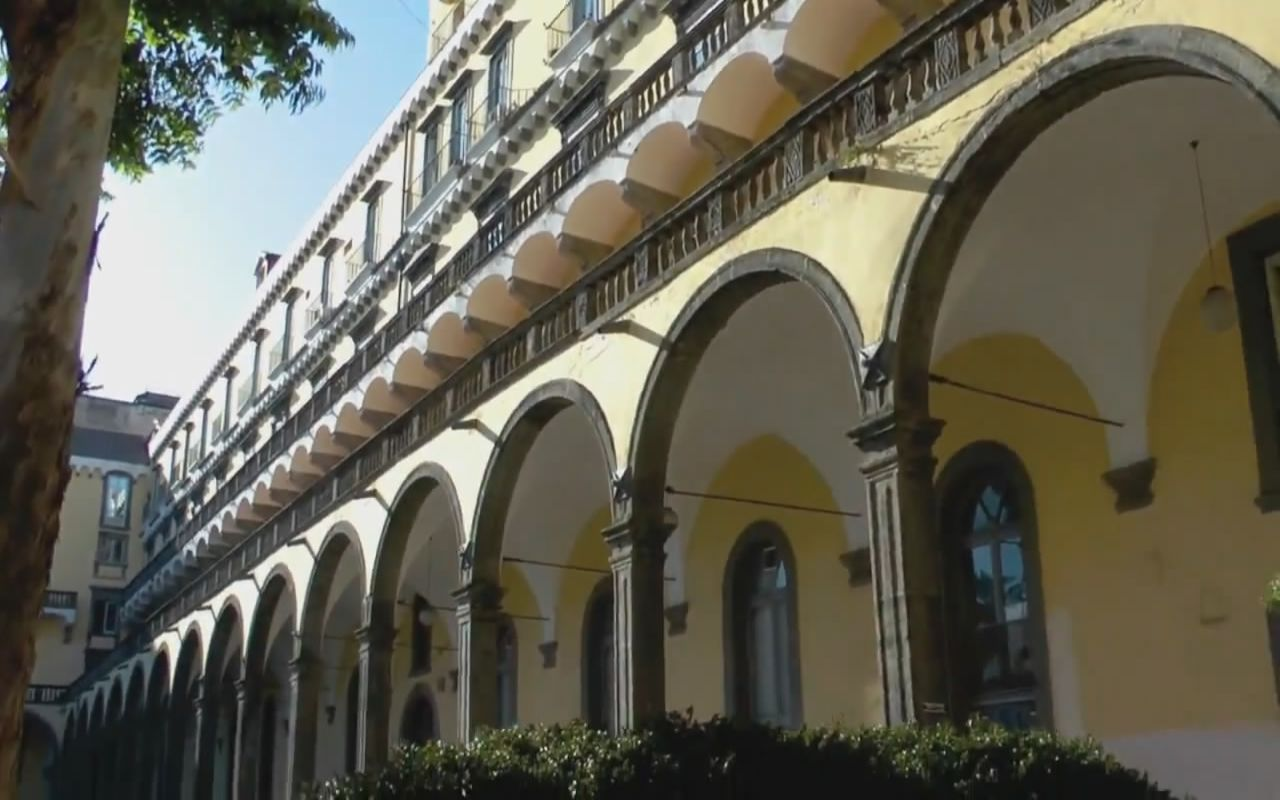
Vue de l'arcade sur le côté long

En 1565, le monastère de San Festo fut supprimé en raison de la pauvreté de ses revenus et de ses vocations ; de plus, les lois du concile de Trente concernant les monastères et les édifices religieux pesaient également sur elle. Entre-temps, même lorsque d'autres lieux de culte de la ville se sont rejoints, celui de San Festo a fusionné avec le complexe des Saints Marcellino et Pietro avec de graves conséquences : certaines religieuses, en effet, ont été faites prisonnières tandis que les autres se sont pliées à la règle du monastère. À partir de ce moment, le monastère s'appelait dei Santi Marcellino e Festo.
Par conséquent, avec ces nouvelles acquisitions, il était nécessaire de rénover et d'agrandir, à tel point que le 2 août 1567, la transformation des chambres fut commencée sous la direction de Giovanni Vincenzo Della Monica.
Cependant, à la fin du XVIIe siècle, la situation économique s'est aggravée, causant de nombreux problèmes structurels à l'ensemble du complexe ; par exemple, les voûtes des chambres et de l'église étaient presque insalubres. Pour solliciter la restauration de l'église il fallut annoncer la visite du cardinal Francesco Pignatelli. Les travaux de restructuration commencèrent en 1754 sous la direction de Mario Gioffredo et Luigi Vanvitelli ; le premier fut cependant évincé du chantier et seul Vanvitelli acheva les travaux en 1772 avec la fermeture du côté est du cloître, la construction d'un cloître aménagé sur un niveau inférieur et surplombé par l'oratoire de la Scala Santa.
Au XIXe siècle, le monastère, sous le règne de Joachim Murat, a été supprimé pour devenir d'abord un pensionnat féminin et plus tard un couvent. En 1907, les salles du cloître furent transformées pour abriter l'Université de Naples ; cependant, la structure, afin de la rendre apte à sa nouvelle fonction, a été endommagée en raison de l'ajout d'un bâtiment adjacent supplémentaire. En 1932, d'autre part, d'autres salles devinrent le siège du Musée de Paléontologie de la ville.

## Description

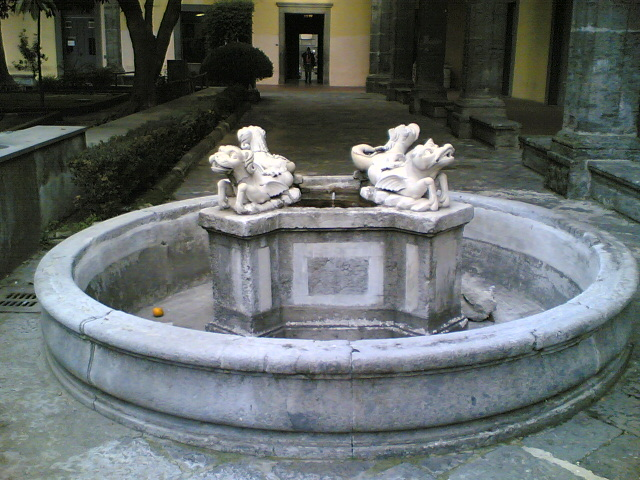
Une des fontaines du cloître

Le cloître a un plan rectangulaire avec trois arcs à piliers dont les structures sont couvertes de décorations de piperno ; au centre se trouve un jardin du XIXe siècle orné de diverses fontaines en piperno et en marbre.
Plusieurs salles donnent sur le cloître, dont celle capitulaire du côté sud-ouest, pavée de faïence par Giuseppe Massa vers 1740 et qui abrite aujourd'hui le Musée de Paléontologie. Tout le côté ouest du cloître a cependant une architecture sans arcades, qui part de la salle capitulaire et se termine au nord par une terrasse panoramique surplombant la mer et surplombée par l'oratoire de la Scala Santa, disposée sur un niveau inférieur au cloître et auquel on accède par un escalier monumental sur le côté.
Le long des murs des arcs sont disposées de nombreuses découvertes archéologiques, découvertes lors des fréquents travaux de construction.